# کامیل آلفرد پابست
کامیل آلفرد پابست (به فرانسوی: Camille Alfred Pabst) (زاده ۱۸ ژوئیهٔ ۱۸۲۸-درگذشته ۳۰ سپتامبر ۱۸۹۸) نقاش فرانسوی بود.

## نگارخانه

Œuvres de Camille Alfred Pabst
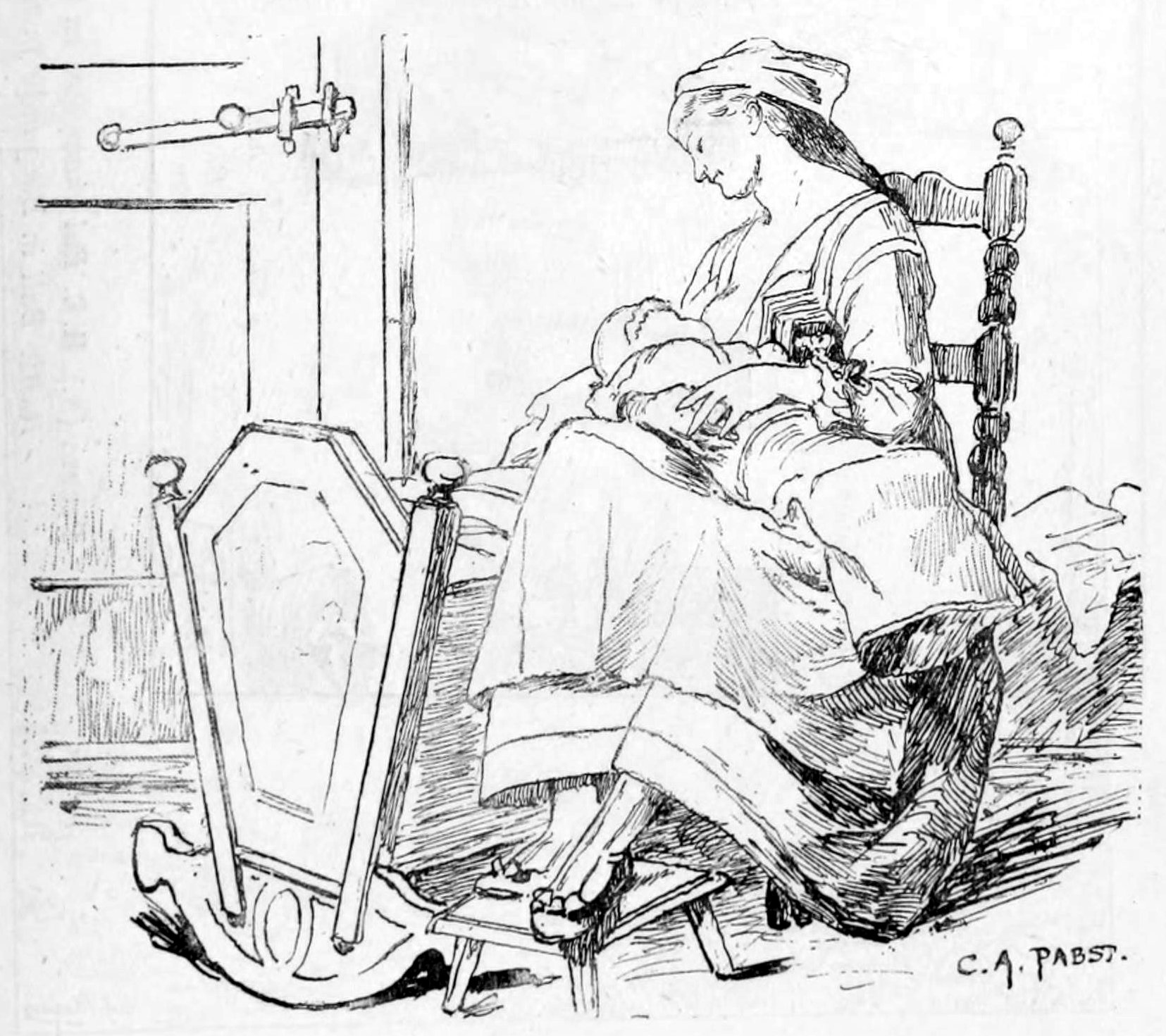
Jeune mère alsacienne (Salon de 1883)
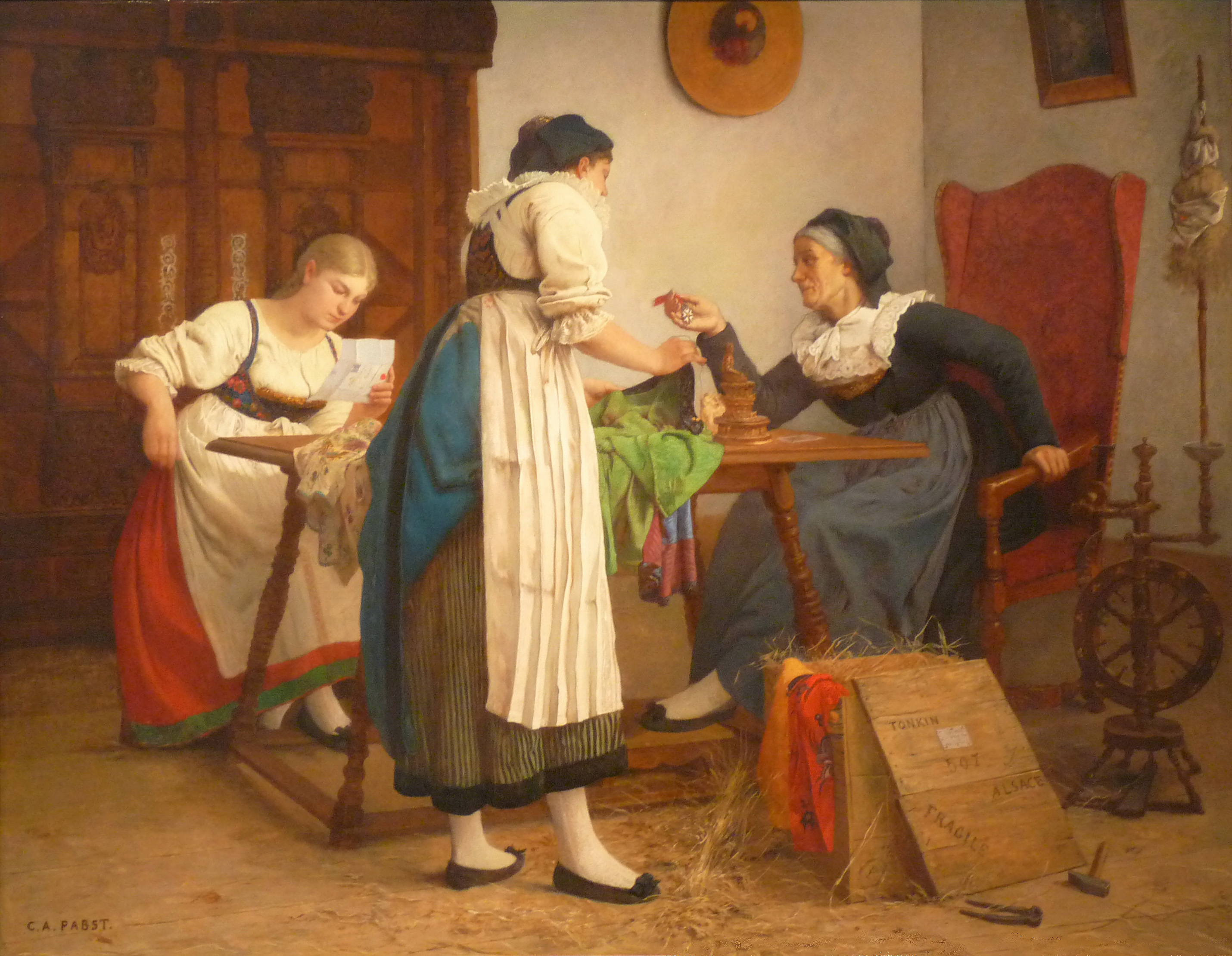
بسته‌ای از توکین ۱۸۸۵ م موزه هنرهای زیبای مولوز
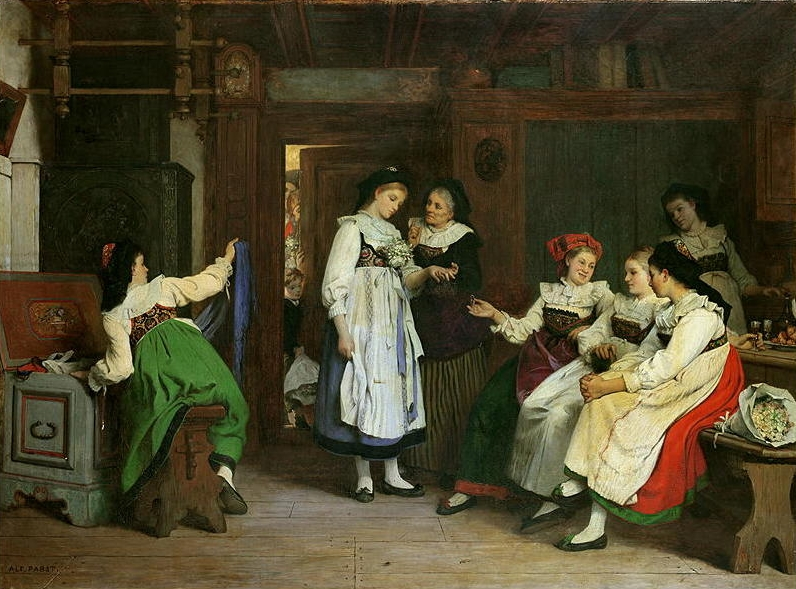
Une noce en Basse-Alsace, موزه اوترلیندن، کلمار